# Гана на Паралимпийских играх
Гана на Паралимпийских играх впервые приняла участие в 2004 году на летних Играх в Афинах. На зимних Играх делегация Ганы участия пока не принимала. Медалей на Играх спортсмены Ганы пока не завоевали.